# غلوريا
غلوريا (بالإيطالية: Gloria)‏ (النطق الإيطالي: ‎[ˈɡlɔ:rja]‏) هي أغنية حب صدرت عام 1979 بضربة قوية لتحقق نجاحًا عالميًا. كُتِبَت الأغنية باللغة الإيطالية من قبل أمبرتو توزي وجيانكارلو بيغازي، وبعد ذلك ترجمها جوناثان كينج إلى الإنجليزية. وفي عام 1982 أصدرت لورا برانيجان النسخة الإنجليزية بأغنية مقلدة وبِيعَتْ النسخة في أكثر من مليون أغنية في الولايات المتحدة وحدها.

## نسخة أمبرتو توزي

### خلفية
سجل أومبرتو توزي أول مرة أغنية «غلوريا» في عام 1979؛ وفي ذلك الصيف بقيت الأغنية من أعلى 10 أغاني إيطالية لمدة ستة عشر أسبوعًا، ستة من ال10 أغاني كانوا في المرتبة الثانية. وبقيت الأغنية أربعة أسابيع في المرتبة الأولى في كل من سويسرا وإسبانيا، وفي نفس العام حققت «غلوريا» النجاح في النمسا وكانت في المركز ال4، وفي بلجيكا المركز ال3 ، وهولندا المركز ال21، وفرنسا في المرتبة الثالثة، وفي ألمانيا وصلت المرتبة 8.
أغنية «غلوريا» هي أغنية حب، كما هي أول عرض باللغة الإنجليزية للأغنية، سجلها كاتب الأغاني الرسمي باللغة الإنجليزية، جوناثان كينغ في نوفمبر 1979؛ كما أعاد أمبرتو تسجيل الأغنية مع كلمات تريفور فيتش ولورا برانيجان إلى الإنجليزية. وصدرت عام 2002 بعنوان أفضل ما في أمبرتو توزي (بالإنجليزية: The Best of Umberto Tozzi)‏.
في عام 2011 تم عرض الأغنية حتى الآن مع مجموعة من خلطات الهاوس الجديدة من قبل أليكس جادينو وجاسون روني. والنجوم الذين يظهرون في الفيديو الموسيقي امبرتو وناتاشا توزي.
دخلت نسخة توزي الأصلية من «غلوريا» في الموسيقى التصويرية لفيلمين في عام 2013، وهما ذئب وول ستريت وجلوريا.

### المحتوى الغنائي
في قصته لأغنيات جوناثان كينغ المترجمة، يقول توزي، الذي يأخذ دور الشخصية الرئيسية للأغنية، إنه يحلم بإمرأة وهمية تدعى غلوريا. يصف أيامه المعيشية بأنها بؤس، ولكن عندما يحلم بغلوريا، يقول لياليه هي الحرية. يصف بطل رواية غلوريا بأنه خيال ملكاته الذي يأتي من افتتانه، وليس من أي نوع من الخيال. ويوضح أكثر من ذلك أنه كان دائما يضع غلوريا خالية منه، تماما كما أنه قد حدد الحرية من الواقع. ثم يقول أن أصدقاءه يعتقدون أنه مجنون، لكنه يجادل بأنهم لم يلتقوا قط بغلوريا (حتى الآن، ليس لديه أي دليل على وجودها الفعلي)؛ ولكن في أحد الأيام عندما يجدها، يقول أن أصدقائه سيتحدثون عن جمال غلوريا وولائها. لتحقيق هدف تحقيق أحلامه على الرغم من احتجاجات الجميع، يضع البطل كل حياته للبحث عن غلوريا حتى يقابلها في الواقع ثم يعدها ويمسها ويحتفظ بها لأنه يحب غلوريا.

### قوائم نسخ الأغنية
| 1. | "Gloria"      | 4:25 |
| 2. | "Aria di lei" | 4:10 |

| 1. | "Gloria" (12 ديسكو) | 7:05 |
| 2. | "Mama"              | 5:07 |

| 1. | "Gloria" (نسخة إنجليزية) | 6:30 |
| 2. | "Gloria" (نسخة إيطالية)  | 4:25 |
| 3. | "Aria di lei"            | 4:10 |

| 1. | "Gloria" (نسخة 2001)              | 4:57 |
| 2. | "Gloria" (تحرير راديو ريمكسلاند)  | 4:25 |
| 3. | "Gloria" (توسيع ريمكسلاند)        | 5:39 |
| 4. | "Gloria" (لا فابريك دو سنس ريمكس) | 6:03 |
| 5. | "Gloria" (نسخة أصلية)             | 4:55 |

| 1. | "Gloria 2011" (تعديل نادي) | 4:09 |
| 2. | "Gloria 2011"              | 4:25 |
| 3. | "Gloria 2011"              | 4:25 |
| 4. | "Gloria 2011" (مكس نادي)   | 7:13 |
| 5. | "Gloria 2011"              | 6:12 |
| 6. | "Gloria 2011"              | 6:27 |